# Lake McNeill
Der Lake McNeill ist ein ost-westlich ausgerichteter See an der Ingrid-Christensen-Küste des ostantarktischen Prinzessin-Elisabeth-Lands. Er liegt 500 m westlich des Lake Cowan im östlichen Teil der Vestfoldberge.
Der See liegt auf der Route zwischen der Davis-Station und der Wetterstation Platcha. Das Antarctic Names Committee of Australia benannte ihn nach Alan R. B. McNeill, Physiker auf der Davis-Station im antarktischen Winter 1969.